# Peischelspitze
La Peischelspitze est une montagne qui s’élève à 2 512 m d’altitude dans les Alpes d'Allgäu, en Autriche.